# Campeonato del Mundo de patinaje de velocidad en línea 1989
El Campeonato Mundial de patinaje de velocidad en línea de 1989 tuvo lugar en la localidad de Hastings, Nueva Zelanda. Fue la primera ocasión que la que Nueva Zelanda organizó el campeonato mundial. Las pruebas se realizaron solamente en la modalidad de pista.

## Mujeres
| Distancia            | Oro                                                       | Plata             | Bronce           |
| Pista                | Pista                                                     | Pista             | Pista            |
| -------------------- | --------------------------------------------------------- | ----------------- | ---------------- |
| 300 m Contrarreloj   | Nora Vega                                                 | Desley Hill       | Tamara Martin    |
| 500 m Sprint         | Luana Pilia                                               | Silvina Pesce     | Desley Hill      |
| 1.500 m Sprint       | Luana Pilia                                               | Deanna Parker     | Patrizia Biagini |
| 3.000 m Línea        | Francesca Monteverde                                      | Claudia Rodríguez | Luz Mery Tristán |
| 5.000 m Puntos       | Claudia Rodríguez                                         | Cheryl Ann Begg   | Deanna Parker    |
| 10.000 m Eliminación | Rosana Sastre                                             | Claudia Rodríguez | Luana Pilia      |
| 5.000 m Relevos      | Italia · Luana Pilia · Patrizia Biagini · Antonella Mauri | Argentina         | Estados Unidos   |

## Hombres
| Distancia            | Oro                                             | Plata         | Bronce          |
| Pista                | Pista                                           | Pista         | Pista           |
| -------------------- | ----------------------------------------------- | ------------- | --------------- |
| 300 m Contrarreloj   | Luca Antoniel                                   | Tony Muse     | Dante Muse      |
| 500 m Sprint         | Stephen Whyte                                   | Dante Muse    | Pascal Gravouil |
| 1.500 m Sprint       | Tony Muse                                       | Douglas Glass | Stephen Whyte   |
| 5.000 m Línea        | Marco Giannini                                  | Neil Spooner  | Tony Hanley     |
| 10.000 m Puntos      | Stephen Whyte                                   | Dante Muse    | Marco Giannini  |
| 20.000 m Eliminación | Dante Muse                                      | Tony Hanley   | Dino Grotti     |
| 10.000 m Relevos     | Estados Unidos Dante Muse Tony Muse Derek Parra | Australia     | Italia          |

## Medallero
| Pos. | País           | Oro | Plata | Bronce | Total |
| ---- | -------------- | --- | ----- | ------ | ----- |
| 1.   | Italia         | 6   | 0     | 5      | 11    |
| 2.   | Estados Unidos | 3   | 5     | 3      | 11    |
| 3.   | Argentina      | 3   | 4     | 0      | 7     |
| 4.   | Australia      | 2   | 5     | 4      | 11    |
| 5.   | Colombia       | 0   | 0     | 1      | 1     |
| 5.   | Francia        | 0   | 0     | 1      | 1     |

- Datos: Q19286169